# 公啡咖啡馆遗址

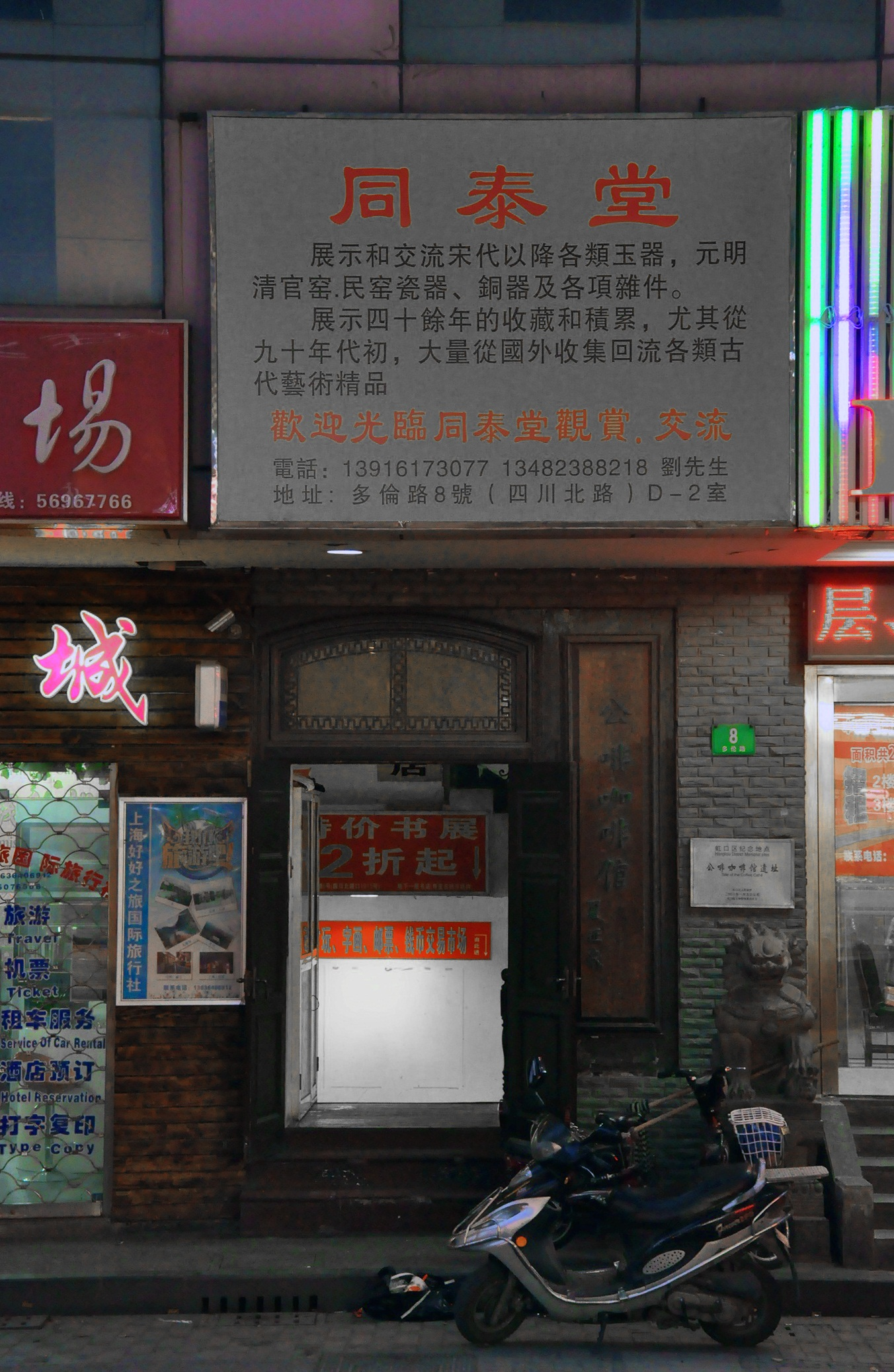
公啡咖啡馆遗址

公啡咖啡馆遗址是中国上海市的一处历史遗址，位于虹口区四川北路街道四川北路1915号处（近多伦路口北侧）。1920年代，此处曾为左翼作家及中共地下党的聚集处，左翼作家联盟也在此筹备。鲁迅称之为“革命咖啡店”。1990年代，原建筑拆除改为上海时装商厦。2000年开辟多伦路文化街时，在多伦路8号原址附近一度恢复了公啡咖啡馆。
2006年，公啡咖啡馆遗址被列为虹口区文物保护单位。